# Johanna Pfau
Johanna Pfau (* 6. August 1971 in Dahme) ist eine deutsche Bühnen- und Kostümbildnerin.

## Leben und Wirken
Johanna Pfau studierte von 1991 bis 1996 an der UdK Berlin in der Bühnen- und Kostümbildklasse von Achim Freyer. Als Abschlussarbeit stattete sie 1996 Nordische Heerfahrt von Henrik Ibsen in der Inszenierung von Andreas Kriegenburg aus. Danach arbeitete sie mehrmals mit Thomas Ostermeier und gehörte zum Anfangsteam der Baracke des Deutschen Theaters Berlin. Die Zusammenarbeit mit Andreas Kriegenburg führte sie an Theater in Deutschland und Österreich, gleichzeitig gab es Arbeiten an anderen Schauspielhäusern. Am Theater Basel und am Schauspiel Köln mit Karin Beier, am Residenztheater München und am Staatstheater Nürnberg mit Simone Blattner und Walter Meierjohann, am Deutschen Theater Berlin mit Stefan Bachmann, Jorinde Dröse, Alize Zandwijk, Sabine auf der Heyde und Brit Bartkowiak. Ebenfalls am Deutschen Theater Berlin, sowie am Schauspiel Frankfurt a. M., am Schauspiel Stuttgart, am Akademietheater Wien und am Schauspielhaus Zürich entwarf sie immer wieder Kostüme für Inszenierungen von Stefan Kimmig. Dreimal waren ihre Arbeiten bei den Salzburger Festspielen zu sehen: in Zusammenarbeit mit Claus Peymann, Stefan Bachmann und Stefan Kimmig.
Am Theater Bremen stattete Johanna Pfau zwei Opern für den englischen Regisseur John Fulljames aus. Dort begann ihre langjährige Zusammenarbeit mit Nina Mattenklotz, mit der sie seitdem am Staatsschauspiel Hannover, am Luzerner Theater, am Mecklenburgischen Staatstheater Schwerin, am Theater Bremen, am Hamburger Schauspielhaus und am Theater Chemnitz tätig ist.
Seit 2019 entstanden drei gemeinsame Arbeit mit dem Regisseur Alexander Riemenschneider am Deutschen Theater Berlin und dem Theater an der Parkaue Berlin. 2020 stattete sie am Deutschen Theater Berlin die von Rosa von Praunheim verfasste und von ihm inszenierte Politfarce Hitlers Ziege und die Hämorrhoiden des Königs aus. Anschließend war sie Szenenbildnerin für sein Doku-Drama Rex Gildo – Der letzte Tanz über den Sänger Rex Gildo.
Johanna Pfau unterrichtete zeitweise als Gastdozentin an der HFBK Dresden und regelmäßig an der Technischen Universität Berlin. Seit 2024 ist sie Professorin im Studiengang Szenografie/Kostüm/Experimentelle Gestaltung (SKE) an der Hochschule Hannover.